# Districtul Nong Sung
Nong Sung (în thailandeză หนองสูง) este un district (Amphoe) din provincia Mukdahan, Thailanda, cu o populație de 20.874 de locuitori și o suprafață de 410,4 km².

## Componență
Districtul este subdivizat în 6 subdistricte (tambon), care sunt subdivizate în 44 de sate (muban).
| Nr. | Nume           | În thailandeză | Sate | Locuitori |  |
| --- | -------------- | -------------- | ---- | --------- |  |
| 1.  | Nong Sung      | หนองสูง         | 5    | 1,795     |  |
| 2.  | Non Yang       | โนนยาง         | 10   | 5,900     |  |
| 3.  | Phu Wong       | ภูวง            | 7    | 2,639     |  |
| 4.  | Ban Pao        | บ้านเป้า         | 6    | 3,723     |  |
| 5.  | Nong Sung Tai  | หนองสูงใต้       | 8    | 3,956     |  |
| 6.  | Nong Sung Nuea | หนองสูงเหนือ     | 8    | 2,861     |  |